# Ascenseur pour l'échafaud
Ascenseur pour l'échafaud, també coneguda com "Frantic" als EUA i "Lift to the Scaffold" al Regne Unit, és una pel·lícula francesa de 1958 dirigida per Louis Malle, protagonitzat per Jeanne Moreau i Maurice Ronet com a amants il·lícits el complot d'assassinat dels quals comença a desfer-se després que un d'ells queda atrapat en un ascensor. El guió de Roger Nimier i Malle està basat en la novel·la homònima de Noël Calef de 1956.
Associat per alguns crítics amb el cinema negre, la introducció de nous tècniques narratives, cinematogràfiques i d'edició, la pel·lícula es considera una obra important per establir la Nouvelle Vague i el Nou Modern Cinema. La banda sonora improvisada de Miles Davis i la relació que la pel·lícula estableix entre la música, la imatge i l'emoció van ser considerada innovadora.

## Argument
Els amants Florence Carala i Julien Tavernier tenen un pla per matar el marit de Florence, Simon, un ric industrial francès que també és el cap de Julien. Quedant tard a l'oficina un dissabte, Julien, un ex paracaigudista de la Legió Estrangera i veterà de les guerres de la Indoxinesa i d'Algeria, utilitza un corda per pujar per l'exterior de l'edifici fins a l'oficina de Simon i dispara a Simon amb la pròpia pistola de Simon, posant en escena la seva mort com un suïcidi. Després torna a la seva oficina i surt de l'edifici amb una secretària i un guàrdia de seguretat, que seran les seves coartades. Quan puja al seu convertible, mira cap amunt i veu que ha deixat la corda penjada de l'edifici. Deixant el motor en marxa, torna precipitadament a l'edifici i puja a l'ascensor. A mesura que puja, el guàrdia de seguretat apaga el corrent i tanca pel cap de setmana, atrapant a Julien entre els pisos.
Poc després, el cotxe de Julien és robat per Louis, un jove estafador, i la seva xicota Véronique, una dependenta de flors. Esperant el Julien en una cafeteria propera, Florence veu passar el cotxe, amb la Véronique inclinada per la finestra. Suposant que Julien no ha pogut dur a terme el seu pla i ha recollit Véronique, recorre desanimada pels carrers de París tota la nit, buscant-lo als bars i discoteques locals.
Louis es posa l'abric d'en Julien i s'embutxaca el revòlver d'en Julien, que la Véronique troba a la guantera. Condueixen d'anada i tornada per l'autopista durant hores, fins que uns alemanys en un Mercedes esportiu desafien a Louis a una carrera. Els segueix fins a un motel al costat de l'autopista, i el conductor alemany, el jovial Horst Bencker, convida en Louis i la Véronique a prendre una copa amb ell i la seva dona Frieda. Les dues parelles es registren i, mentre xerren, la Frieda fa unes quantes fotos a Louis i al seu marit amb la càmera de Julien. Ella acaba el rotllo, així que la Véronique deixa la pel·lícula al laboratori fotogràfic del motel.
Després que els Bencker se'n van al llit, Louis, preocupat perquè Horst havia descobert que no era Julien Tavernier i molest perquè Horst no l'havia pres més seriosament, intenta robar el Mercedes, però Horst l'atrapa i l'amenaça amb un tub de cigars subjectat com una pistola. Louis dispara impulsivament i mata tant en Horst com en Frieda amb l'arma de Julien, disparant fins que està buida. Ell i la Véronique tornen a París amb el Mercedes i s'amaguen a l'apartament de la Véronique. Convençuda que seran atrapats i separats, la Véronique convenç en Louis de suïcidar-se amb ella, de manera que tots dos prenen pastilles de fenobarbital.
Perquè Véronique es va registrar al motel fent servir els noms "Sr. i Sra. Julien Tavernier" per evitar problemes a Louis, que és buscat per delictes menors, i el cotxe, la pistola i l'impermeable de Julien es troben al costat dels cadàvers dels Bencker, policia busca Julien com a principal sospitós. Els agents registren el seu despatx, escortats pel guàrdia de seguretat, que finalment descobreix el cos de Simon. Mentrestant, amb l'energia de l'edifici tornada a engegar, Julien finalment escapa de l'ascensor. Sense saber que la seva foto apareix als diaris del matí en relació amb el cas Bencker, va al cafè a esmorzar, però ràpidament és reconegut, arrestat i acusat d'haver matat els Bencker, la policia es nega a creure la seva coartada d'estar atrapat en un ascensor.
Florence, decidida a exonerar Julien, obté l'adreça de Véronique de la floristeria. Troba Véronique i Louis somnolents, però vius, i acusa la jove parella d'assassinar els Bencker, abans de trucar a la policia amb una pista anònima. Louis creu que s'ha sortit amb la seva després de veure la foto de Julien al diari, fins que Véronique li recorda el rotllo de la pel·lícula. Va corrent al laboratori fotogràfic del motel, seguit per Florence, però descobreix que les fotos ja s'han revelat, i és arrestat. Florence entra al laboratori, i la policia li mostra les fotografies d'ella i d'en Julien que estaven al rotllo com a prova del crim dels dos amants. El comissari Cherrier informa a Florence que probablement rebrà una condemna més dura que Julien, però ella, gairebé en tràngol, respon que va fer el que va fer per amor i que ella i Julien algun dia es retrobaran.

## Repartiment
- Jeanne Moreau com Florence Carala
- Maurice Ronet com a Julien Tavernier
- Georges Poujouly com a Louis
- Yori Bertin com a Véronique
- Jean Wall com a Simon Carala
- Elga Andersen com a Frieda Bencker
- Micheline Bona com a Geneviève, la secretària
- Gérard Darrieu com a Maurice, el guàrdia de seguretat diürn
- Charles Denner com a adjunt del comissari Cherrier
- Hubert Deschamps com a fiscal adjunt
- Iván Petrovich com a Horst Bencker
- Félix Marten com a Christian Subervie
- Lino Ventura com a comissari de policia Cherrier

Jean-Claude Brialy fa una aparició sense acreditar com a hoste d'un motel.

## Producció
Aquesta producció en blanc i negre de baix pressupost va ser el primer llargmetratge de Louis Malle, de 24 anys. Abans havia treballat amb Jacques Cousteau durant diversos anys, i va ser acreditat com a codirector del documental The Silent World (1956).
Malle va seleccionar Jeanne Moreau després de veure-la a la producció escènica de París de La gata sobre la teulada de zinc calenta de Tennessee Williams. Ja havia participat en diverses pel·lícules, però el seu paper en aquesta pel·lícula sovint es considera el seu avenç. Malle la va filmar sense el maquillatge pesat i la il·luminació extrema que els directors anteriors havien demanat. Les escenes de Moreau passejant pels Camps Elisis a la nit es van rodar en una pel·lícula ràpida des d'un cotxet de nadons utilitzant només la llum disponible del carrer i dels aparadors.

## Banda sonora
La partitura de Miles Davis per a la pel·lícula és considerada per molts com a innovadora, amb el crític de jazz Phil Johnson que el va descriure com "el so de trompeta més solitari que mai escoltaràs i el model de música de nucli trist des d'aleshores. Escolta-ho i plora." Richard Brody, crític de cinema i escriptor de The New Yorker , va escriure que la partitura en si és "millor que la pel·lícula, amb diferència".

### Organització de la gravació
El 1957, Davis, un intèrpret i compositor de jazz ja conegut i molt respectat, va rebre una invitació per actuar en una gira de tres setmanes per Europa com a artista solista. Davis acabava d'abandonar el seu primer gran quintet de 1955–56, inclòs el saxofonista John Coltrane, a causa de la seva addicció a l'heroïna. Començava a intentar viure una vida més saludable, tot i que encara estava consumint cocaïna  A més, Davis, durant la seva actuació, havia estat experimentant una immensa quantitat de racisme i va gaudir de l'oportunitat de marxar dels Estats Units un temps.
Marcel Romano, promotor i entusiasta del jazz, va recollir Davis a l'aeroport el novembre de 1957 amb la intenció inicial de dir-li que participaria en una pel·lícula sobre jazz. No obstant això, aquest pla va fracassar abans de Davis fins i tot va arribar. En canvi, el tècnic de cinema Jean-Claude Rappeneau, a qui Romano havia contractat per al projecte, va esmentar que havia estat treballant en un llargmetratge amb el jove director Louis Malle que tenia interès per la música jazz. Romano va parlar Davis sobre la pel·lícula i va dir que Davis semblava interessat en el projecte, així que li van organitzar una projecció privada. Davis va prendre notes, fent preguntes sobre les relacions entre els personatges i explicacions de la trama. Més tard va escriure a la seva autobiografia que va acceptar la feina perquè mai abans havia escrit música per a una pel·lícula i que seria "una gran experiència d'aprenentatge".
Mentre feia gires per Europa, Davis va demanar que li portessin un piano a la seva habitació d'hotel. Durant les dues setmanes següents, va començar a improvisar alguns temes que s'utilitzarien a la pel·lícula. Davis va optar per utilitzar músics amb els quals havia estat tocant a la seva gira europea: el saxofonista Barney Wilen, el pianista René Urtreger, el baixista Pierre Michelot i el bateria Kenny Clarke. Només havien estat informats del projecte un parell de dies abans i van entrar a la sessió sense estar preparats, ni tan sols havien vist la pel·lícula.
El 4 de desembre de 1957 a les 22 h, Davis i la seva banda van anar als estudis Le Poste Parisien per gravar la banda sonora. La banda van beure junts durant una hora, va tocar durant quatre hores, després va prendre dues hores d'edició i va sortir de l'estudi a les 5 a.m. de l'endemà després d'haver acabat la partitura de la pel·lícula.

#### Anàlisi musical
La banda sonora inclou vuit de les improvisacions esteses de Davis, totes gravades en la sessió de quatre hores. L'única cançó que s'havia dissenyat amb detall era "Sur L'Autoroute", i Davis va donar instruccions mínimes a la banda per a la resta de la banda sonora. Els va donar dues estructures d'acords, re menor i do set cordes, i van improvisar al voltant d'aquestes. Es van prendre escales en lloc d'acords, mantenint la senzillesa harmònica i fragmentant els temes. Michelot va dir en una entrevista de 1988: "El que va caracteritzar la sessió és l'absència d'un tema definit. "
L'estat d'ànim de la banda sonora es descriu en general com a "ombrívol", però el ritme s'accelera en temes com "Dinner at the Motel". Les cançons "Générique" i "L'Assassinat de Carala" resenten l'estil de trompeta característic de Davis que es fa ressò a través d'estresses o motius de desig de mort. Phil Johnson va descriure a més la banda sonora com una "poderosa expressivitat, actuació molt concentrada i d'inspiració lliure."

#### Llegat de la partitura
Ascenseur pour l'échafaud va presenciar el desenvolupament de la teoria de Davis sobre el jazz modal. El jazz modal va tenir molta influència a finals dels anys 50 i 60, canviant del so coralemnt dens del bebop. Davis va obrir una nova porta d'entrada entre la composició i la improvisació en aquesta banda sonora, una via que exploraria a l'àlbum de jazz modal de 1959 Kind of Blue. Aquest estil de la música influiria no sols en els futurs músics de jazz, sinó també en el so del mateix cinema negre. Richard Brody ho destaca en el seu article, escrivint: "L'ús del jazz i les bandes sonores derivades del jazz es va fer tan predominant, que el jazz va arribar a semblar el teló de fons natural per a persecucions a gran velocitat, caos massius i assassinats a sang freda, perquè les pel·lícules per a les quals es van reclutar intèrprets de jazz eren uniformement violentes."

## Resposta crítica
Per a Time, el periodista Barry Farrell va escriure:
| « | Moreau tenia 20 pel·lícules oblidables darrere d'ella. ... Malle va posar Moreau sota una llum honesta i sàviament va deixar que la seva càmera s'allargués. La pel·lícula no va ser gens especial, però sí que va aconseguir una cosa: va proposar un nou ideal de realisme cinematogràfic, una nova manera de mirar una dona. Tot el drama de la història era a la cara de Moreau, la cara que s'havia amagat darrere de cosmètics i llums afalagadors en totes les seves pel·lícules anteriors. Quan Malle [va fer] Les Amants l'any següent, era obvi qui seria la seva dona. D'una banda, l'havia descoberta, i d'una altra, estaven enamorats. | » |

En una ressenya de la reestrena de la pel·lícula el 2005, Roger Ebert va observar que la cara de Moreau quan Florence està reflexionant sobre el parador de Julien "sovint s'il·lumina només per les llums dels cafès i les botigues per on passa; en un moment en què les actrius es van il·luminar i fotografiar amb cura, aquestes escenes tenien un valor impactant i van influir en moltes pel·lícules futures". A més, va argumentar que Louis i Véronique eren precursors de la jove parella a Al final de l'escapada de Jean-Luc Godard (1960). En un article de 2016, el crític de cinema de The New Yorker Richard Brody va afirmar que la pel·lícula és més important pel seu lloc a la història del cinema francès que pels seus propis mèrits artístics, amb l'excepció de la partitura de Davis, que va dir "val la pena escoltar-la per si sola. És millor que la pel·lícula en si, amb diferència, i hi ha millors maneres d'escoltar-la que a la pel·lícula, és a dir, escoltant un CD que inclou totes les sessions d'estudi a partir de les quals s'ha editat la partitura."
Al lloc web de l'agregador de ressenyes Rotten Tomatoes, la pel·lícula té una puntuació d'aprovació del 93% basada en 60 ressenyes, amb una puntuació mitjana de 8,1/10. El consens dels crítics del lloc web diu: "El debut hipnòtic de Louis Malle és un noir amb ànima genuïna, que infon la seva història dels millors plans que han sortit malament amb actuacions melancòlics, una cinematografia desmaiada i una banda sonora sensual." Metacritic, que utilitza una mitjana ponderada, va assignar a la pel·lícula una puntuació de 94 sobre 100, basant-se en 16 crítiques, indicant "aclamació universal".

## Remakes
Hi ha hagut dues adaptacions cinematogràfiques de la novel·la de Calef des de la versió de Malle: Shikeidai No Erebêtâ (2010), del cineasta japonès Akira Ogata, i Weekend (2013) , del cineasta rus Stanislav Govorukhin.